# Celestina Bottego
Celestina Bottego (née le 20 décembre 1895 à Glendale, Ohio, aux États-Unis et morte le 20 août 1980 à Parme, en Italie) est une religieuse missionnaire et  catholique américano-italienne, fondatrice de la société Missionnaire de Marie, en collaboration avec le missionnaire xavérien P. Giacomo Spagnolo. La cause pour sa béatification est en cours, et elle est reconnue vénérable par l'Église catholique.

## Biographie

### Jeunesse
Celestina Bottego naît le 20 décembre 1895 aux États-Unis d’Amérique, dans l’État de l’Ohio, de père italien et de mère irlandaise, et vit dans l’État du Montana jusqu’à l’âge de quatorze ans. La mort tragique de l’oncle Vittorio Bottego, explorateur en Afrique, décide du retour de la famille en Italie, à la maison de San Lazzaro à Parme auprès des vieux grands-parents.
À Parme, Celestina poursuit ses études et obtient, auprès de l’Université de Pise, le certificat d’aptitude professionnelle à l’enseignement de la langue anglaise. Elle enseignera dans plusieurs écoles publiques de Parme pendant plus de vingt ans. Certains parmi ses anciens élèves, encore vivants, se rappellent d’elle avec affection et reconnaissance pour l’amabilité avec laquelle elle les traitait et pour la compétence avec laquelle elle exerçait sa profession.
Pendant sa jeunesse, avec sa sœur Maria, Celestina approfondit sa formation spirituelle sous la conduite d’un sage maître et éducateur de consciences, l’abbé bénédictin  Emanuele Caronti. Il encourage les jeunes filles qu’il forme à prendre soin des familles plus pauvres de la banlieue de la ville. Celestina mûrit ainsi le choix de se donner à Dieu dans le service du prochain. En 1922, elle décide de devenir oblate bénédictine, en reconnaissant la primauté de Dieu dans son existence.
En 1924, sa sœur aînée Maria entre dans la congrégation des Franciscaines missionnaires de Marie et ensuite elle part en Inde.
Celestina s’engage activement au sein de l’Action catholique, en se dévouant généreusement à des actions apostoliques et caritatives. Ce qui lui tient particulièrement à cœur est la formation des jeunes. Dans le quartier où elle habite, les gens savent qu’ils peuvent aller auprès d’elle pour toute nécessité.

### Vocation xavérienne
Pendant la Seconde Guerre mondiale, elle accueille et aide plusieurs personnes en difficulté de toute catégorie.
Tous font l’expérience et témoignent de sa capacité extraordinaire de tisser des amitiés, une amitié qui te fait penser à l’amour que Dieu a pour toi. Ceux qui s’approchent d’elle ont l’impression de se trouver face à une personne heureuse, qui rayonne la confiance, la sérénité. Un cœur qui t’invite à aimer Jésus dans les autres.
L’ouverture à l’amitié et à l’accueil se conjugue avec sa capacité de solitude et de silence. Le secret de sa présence qui apporte partout sérénité et paix est son union intime avec le Seigneur, son adhésion à sa volonté, sa confiance sans bornes en la Providence.
À partir de 1935, elle commence à enseigner l’anglais auprès de l’Institut des missionnaires xavériens, et laisse dans le cœur des étudiants xavériens une trace vive de sa profondeur humaine et spirituelle. Sa sensibilité missionnaire s’approfondit plus encore à la suite d’un voyage en Inde, en 1936, où elle reste quelques mois avec sa sœur missionnaire.
Le Seigneur est en train de la préparer à répondre à un nouvel appel qui lui arrive inattendu et la bouleverse à l’âge d’environ cinquante ans.

### Fondation des Sœurs missionnaires de Marie
Quand elle reçoit la proposition du P. Giacomo Spagnolo de collaborer à la fondation de la branche féminine des missionnaires xavériens, dans un premier temps elle refuse catégoriquement. Elle pense que le Seigneur ne peut lui demander rien d’autre de ce qu’elle est déjà en train de faire. Après un an de prière et de combat intérieur elle comprend ce que Dieu lui demande.

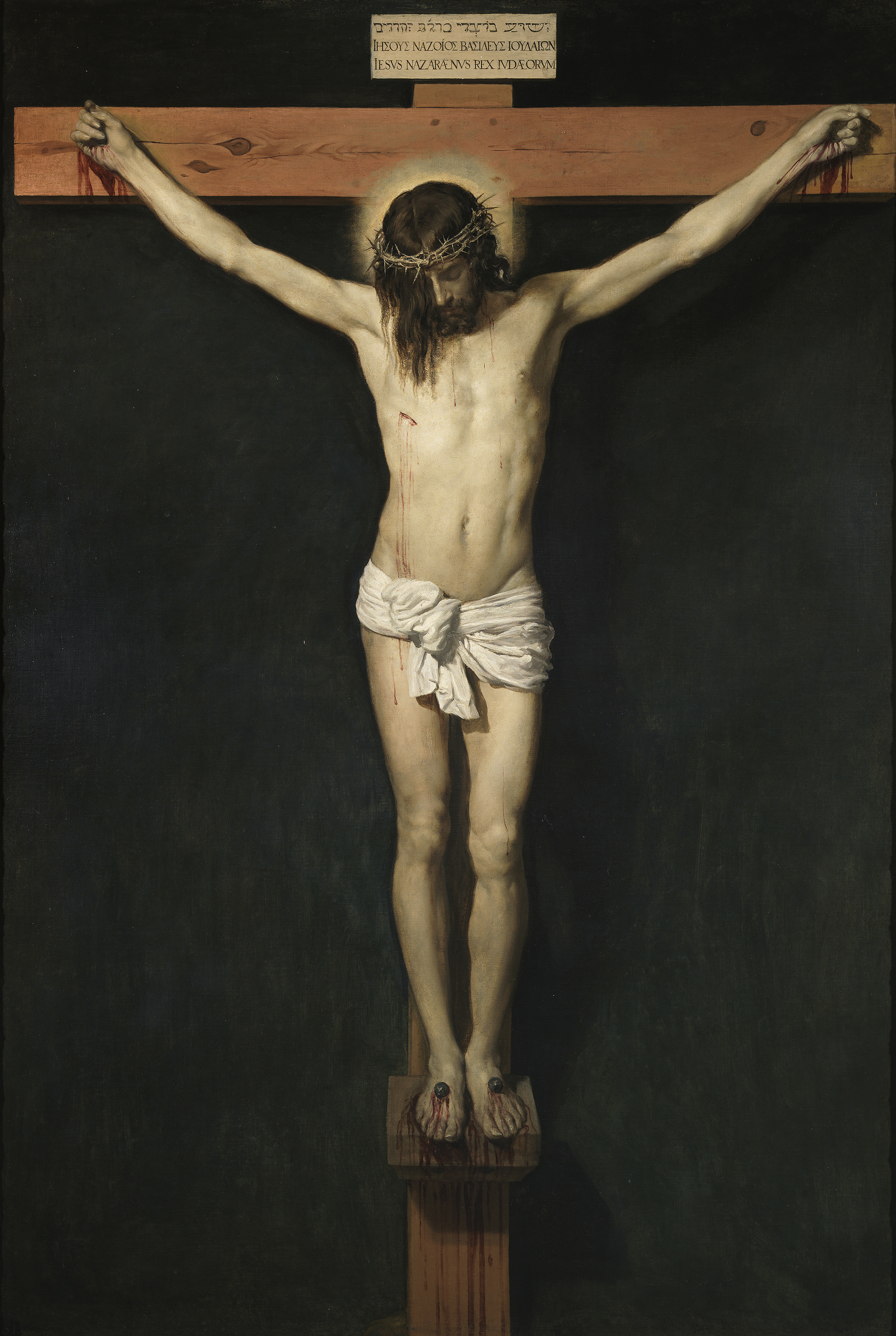
L’image du Crucifié de Velasquez

La carte postale de Pâques 1944 portant l’image du Crucifié de Velasquez, avec l’inscription Tout, que le P. Giacomo lui a envoyée, est la goutte qui fait déborder la vase. Le 24 mai suivant elle se libère de son tourment intérieur en offrant sa disponibilité totale.
La nouvelle congrégation prendra son départ l’année suivante, à la fin de la Seconde Guerre mondiale. Une nouvelle étape de la vie de Celestina commence. Elle devient la Mère des missionnaires, auxquelles elle se dévoue totalement, en mettant à leur disposition ses qualités humaines et spirituelles, sa maison, tous ses biens.
Elle désire que ses missionnaires soient saintes, contemplatives dans l’action, femmes de foi  et de prière, généreuses et courageuses. Elle les accompagne pour les premières fondations hors d’Italie: aux États-Unis, au Brésil, au Congo[Lequel ?], au Burundi, en les suivant ensuite par une correspondance fréquente.

### Dernières années
En 1966, elle accomplit un geste qui exprime la mesure de la grandeur de sa maternité: elle donne sa démission de directrice générale et laisse à d’autres la direction de la congrégation, à laquelle elle veut maintenant offrir sa contribution dans la prière et le service, comme une simple mère. Elle continue de suivre ses filles avec la prière et l’intérêt, heureuse de les accueillir les bras ouverts à leur retour pour un temps de repos
en Italie.
Elle accepte la maladie et la mort avec un renouveau de foi et dans un abandon total à Dieu, sûre de la Résurrection. Elle s’éteint à la Maison Mère de Parme le 20 août 1980. Malgré l’exode pour les vacances du 15 août, une grande foule se rend à la Cathédrale de Parme pour participer à ses funérailles. Il ne s’agit pas simplement de l’hommage que la ville rend à la demoiselle Bottego, nièce d’un fameux explorateur de Parme, mais de la reconnaissance d’une vie qui grâce à Dieu, a été capable de se donner entièrement aux autres.

## Béatification et canonisation
Les procédures pour la canonisation de Celestina ont débuté à Parme le 24 mai 1994.
Le 31 octobre 2013, le pape François a autorisé la Congrégation pour la cause des saints a promulguer un décret reconnaît ses vertus héroïques, au titre duquel elle est considérée comme vénérable par l'Église catholique.